# Лауриано
Лауриано (итал. Lauriano) — коммуна в Италии, располагается в регионе Пьемонт, в провинции Турин.
Население составляет 1407 человек (2008 г.), плотность населения составляет 101 чел./км². Занимает площадь 14 км². Почтовый индекс — 10020. Телефонный код — 011.
Покровителем коммуны почитается святой Бенигн Миланский, празднование в третье воскресение октября.

## Демография
Динамика населения:

## Администрация коммуны
- Официальный сайт: http://www.comune.lauriano.to.it